# ژو تینگ (بازیکن والیبال)
ژو تینگ (انگلیسی: Zhu Ting؛ زادهٔ ۲۹ نوامبر ۱۹۹۴) بازیکن والیبال اهل چین است.
از افتخارات وی میتوان به کسب مدال طلا به همراه تیم ملی والیبال زنان چین در بازی‌های المپیک تابستانی ۲۰۱۶ اشاره کرد.